# Gómez Tello

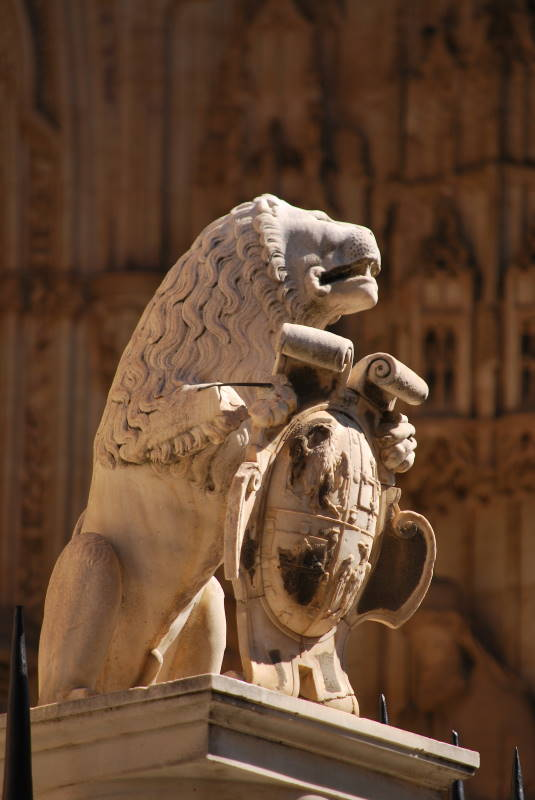
Escultura de un león sosteniendo el escudo de Gómez Tello en el portal de los Leones de la seo toledana.

Gómez Tello Girón (¿?-Olías, 13 de julio de 1569) fue un eclesiástico español que llegaría a ser gobernador (o administrador) apostólico de la archidiócesis de Toledo, primada de España.

## Biografía
Nació en Sevilla o Toro. Fue hijo de Gómez Tello Girón, regidor y alférez mayor de Arévalo, y su mujer Ana de Deza, hermana de Diego de Deza, arzobispo de Sevilla. Tuvo dos hermanas:
- Isabel Deza, casada con el doctor Nicolás Tello, caballero de la orden de Santiago y consejero del Consejo de Órdenes.

- María Tello de Deza casada con Fernán Rodríguez de Portocarrero.

Su nombre, Gómez, es una derivación de Gumersindo.
Se licenció en leyes por la universidad de Salamanca, fue después oidor en la Chancillería de Granada.
Posteriormente, optó por la carrera eclesiástica y en 1553 fue nombrado arcediano de Reyna, dignidad del cabildo de la catedral de Santiago.

Tras la encarcelación de arzobispo de Toledo, Bartolomé Carranza por la Inquisición en 1559. En un primer momento el consejo del arzobispado nombró gobernador a Juan Briviesca de Muñatones, que ya había sido gobernador entre Bartolomé de Carranza y su antecesor en el arzobispado, el cardenal Siliceo.

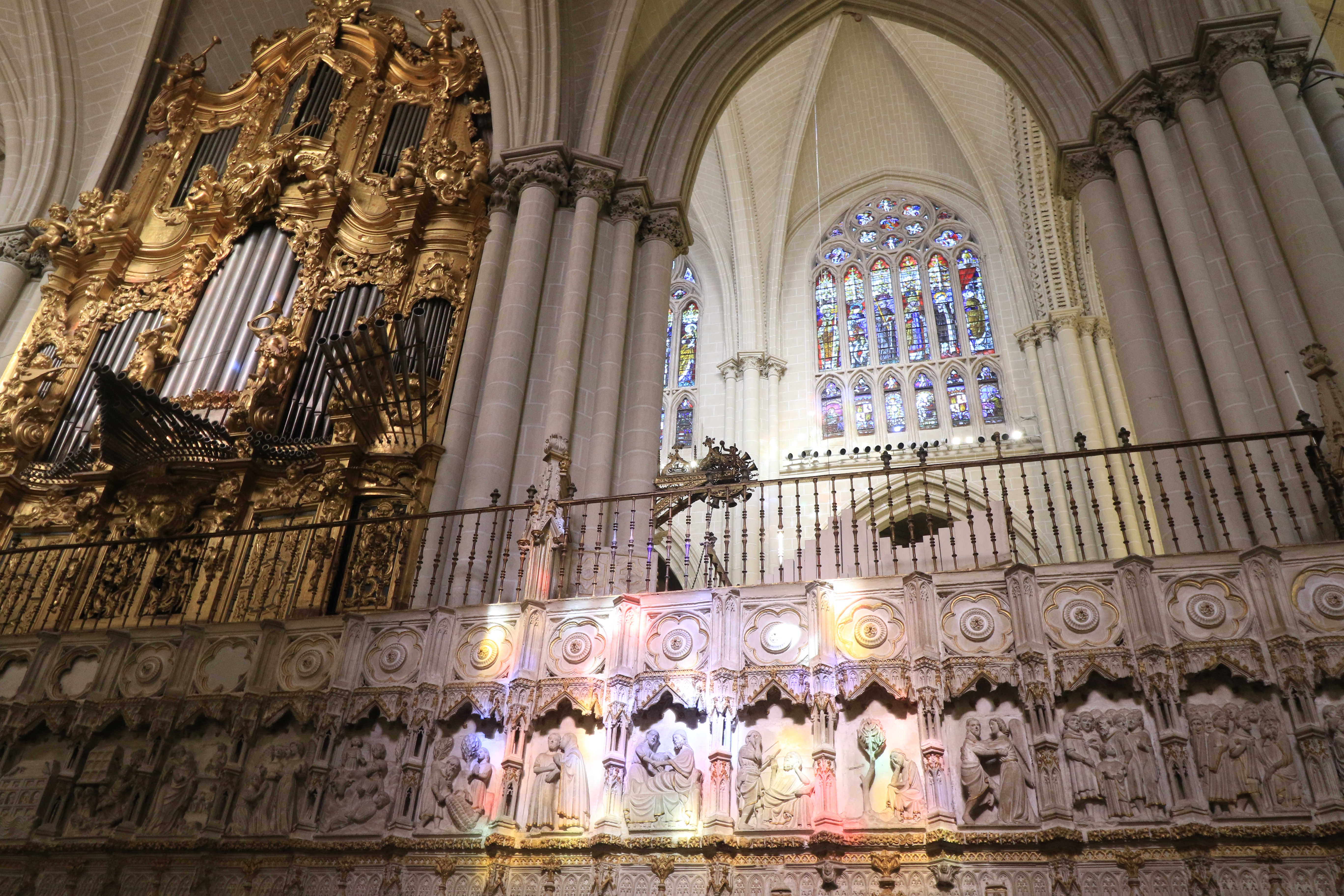
Vista parcial del coro de la catedral de Toledo, en el que tuvo asiento particular Gómez Tello, como gobernador eclesiástico de la arquidiócesis.

Posteriormente, Pio IV facultó a Felipe II para el nombramiento de un gobernador o administrador apostólico de la archidiócesis y optó por Gómez Tello. Esta decisión pontificia fue enfrentada por el cabildo de la  catedral de Toledo, aunque finalmente no consiguió evitarla.
La elección fue encargada por el papa Pio IV a Felipe II, quien eligió al licenciado Gómez Tello y Girón. Como salario se le asignaron al año: ocho mil ducados anuales y dos mil fanegas de pan. El cabildo de la catedral de Toledo, le señaló un asiento particular, y distinto del del arzobispo, en el coro de la catedral. Además, el cabildo acordó que se le tratase en todos los aspectos como un obispo menos en aquellos para los que se requiriese la consagración episcopal.
En 1565-66 celebró un importante concilio eclesiástico, y entre el 29 de junio y el 12 de julio un concilio diocesano en el que se compilaron constituciones sinodales previas de la archidiócesis.  Durante su administración se redujeron las limosnas realizadas por el arzobispado en la diócesis. En 1565, durante su gobierno, se recibieron en Toledo los restos de San Eugenio procedentes de Francia, por mediación de la reina Isabel de Valois.
Entre los episodios más conocidos de su vida destaca el que protagonizó en 1569 con Teresa de Jesús por la fundación de un convento de su reforma en Toledo. La santa consiguió desbaratar la primera oposición de Gómez Tello, concediéndole el permiso siempre que el convento no tenga rentas, fundador o patrón alguno. En este año recibió al archiduque Carlos de Austria (hermano del emperador Maximiliano y futuro archiduque de Austria Inferior)  y a don Juan de Austria en su visita a Toledo entre los días 11 y 15 de marzo de 1569.
También protagonizó otro episodio cuando denegó al párroco de la iglesia de Santo Tomé de Toledo, Andrés Núñez, el traslado de los restos de Gonzalo Ruiz de Toledo, señor de Orgaz a otro lugar en la misma iglesia. Esta negativa fundada en la tradición de que el señor de Orgaz había sido enterrado en ese exacto lugar por san Agustín y san Esteban al ser trasladado el cuerpo desde el vecino convento de los agustinos a la iglesia de Santo Tomé en 1327. Como consecuencia de esta negativa, don Andrés Núñez encargó al Greco en 1586 el famoso óleo que hoy preside la capilla.
Moriría en Olías del Rey (Toledo) el 13 de julio de 1569.
Tras su muerte sería sucedido en el gobierno de la diócesis de Toledo por Sancho Busto de Villegas.
El escudo de Gómez Tello es sujetado por un león en la portada de los Leones de la catedral de Toledo.

### Individuales
1. 1 2  Cedillo, 1901, p. 42.
2. ↑  Zárate Martín, M. antonio (1 de abril de 2022). «Las ciudades ibéricas en tiempos de la primera vuelta al mundo a través de casos.». (Número extraordinario 2022). Boletín de la Real Sociedad Geográfica (Boletín Oficial del Estado) CLVII: 175. Consultado el 15 de septiembre de 2023.
3. 1 2  García Samos, A. (1889).  Calixto Álvarez Lozano, ed. La audiencia de Granada desde su fundación hasta el último siglo pasado. Granada.
4. ↑  Navascués Palacio, Pedro (2011). Historia breve de la fábrica de la Catedral de Toledo. Barcelona: Lunwerg. pp. 11-74. ISBN 978-84-9785-824-3.
5. ↑  Alcocer Martínez, Mariano (1923). «Fray Diego de Deza y su intervención en el Descubrimiento de América». Título: Memoria y trabajos premiados en los Juegos Florales celebrados en el Teatro Latorre, de Toro, el día 9 de Junio de 1923. Toro: Luis Calderón. p. 46.
6. ↑  Madre de Dios, Efrén de la (O.C.D.); Steggink (O.Carm.), Otger (1977). Tiempo y vida de Santa Teresa. Biblioteca de Autores Cristianos. La Editorial Católica. ISBN 978-84-220-0232-1. Consultado el 19 de septiembre de 2023.
7. ↑  Gómez González, Inés (2011). «Más allá de la colegialidad: una aproximación al juez de comisión en la España del Antiguo Régimen». Chronica nova: Revista de historia moderna de la Universidad de Granada (37): 21-40. ISSN 0210-9611. Consultado el 15 de septiembre de 2023.
8. ↑  Iglesias Ortega, Arturo (2010). El Cabildo Catedralicio de Santiago de Compostela en el siglo XVI: aspectos funcionales y sociológicos de una élite eclesiástica. Universidade de Santiago de Compostela. Servizo de Publicacións e Intercambio Científico. pp. 459, 504. ISBN 978-84-9887-595-9. Consultado el 18 de septiembre de 2023.
9. 1 2  Cedillo, 1901, p. 41.
10. ↑  Castejon y Fonseca, Diego de (1645). Primacia De La Santa Iglesia De Toledo: Sv Origen, Svs Medras, Svs Progressos En La Continva Serie De Prelados Qve La Governaron, Ia Vista De Las Mayores Persecvciones De La Catolica Religion : Defendida Contra Las impugnaciones de Braga. Coello. pp. 1095-1097. Consultado el 15 de septiembre de 2023.
11. 1 2  Pisa, Francesco de (1617). Descripcion de la imperial ciudad de Toledo, i historia de sus antiguedades, i grandeza, i cosas memorables; los reies que la an señoreado, o governado, i sus arcobispos mas celebrados: Con la historia de Sancta Leocadia. Rodriguez. p. 266. Consultado el 15 de septiembre de 2023.
12. 1 2  Fernández Collado, Ángel (8 de febrero de 2018). «Felipe II y su mentalidad reformadora en el concilio provincial toledano de 1565». Hispania Sacra 50 (102): 447. ISSN 1988-4265. doi:10.3989/hs.1998.v50.i102.616. Consultado el 15 de septiembre de 2023.
13. 1 2  De Ceballos, Alfonso Rodríguez G. (1984). «La repercusión en España del decreto del Concilio de Trento acerca de las imágenes sagradas y las censuras al Greco». Studies in the History of Art 13: 153-159. ISSN 0091-7338. Consultado el 18 de septiembre de 2023.
14. ↑  Cedillo, 1901, p. 132.
15. ↑  Pérez García, Rafael Mauricio (2021). Los pobres claman. Realidades económicas y problemas morales en torno a la caridad episcopal en Castilla a mediados del siglo XVI. CITCEM. ISBN 978-989-8970-42-8. Consultado el 19 de septiembre de 2023.
16. ↑  Cedillo, 1901, pp. 26-27.
17. ↑  Moreno Nieto, Luis (2003). Santos y beatos de Toledo. I.T. San Ildefonso. pp. 140-141. ISBN 978-84-932535-7-8. Consultado el 15 de septiembre de 2023.
18. ↑  Cedillo, 1901, p. 117.
19. ↑  Fernández González, Demetrio (2003). Gonzalo Ruiz de Toledo, Señor de Orgaz: 1323. I.T. San Ildefonso. p. 66. ISBN 978-84-932535-8-5. Consultado el 15 de septiembre de 2023.
20. ↑  López Álvarez, Alejandro. «Sancho Busto de Villegas | Real Academia de la Historia». Diccionario biográfico español. Real Academia de la Historia. Consultado el 15 de septiembre de 2023.
21. ↑  Ramón Parro, Sisto (1857). Toledo en la mano: ó descripcion histórico-artística de la magnífica Catedral y de los demas célebres monumentos y cosas notables que encierra famosa ciudad. S. Lopez Fando. p. 300. Consultado el 15 de septiembre de 2023.